# مؤثرات خاصة
مؤثرات خاصة (بالإنجليزية: Special effect)‏ هي مجموعة ألعاب وخدع تصويرية يتم لعبها عروض الأفلام والمسلسلات والمسرحيات وألعاب الفيديو والرسوم المتحركة وفي عروض ترفيهية أخرى مثل عروض السحر، ويتم استخدام التكلنوجيا فيها، وذلك لجذب اهتمام المشاهدين لها.